# Gnathostomulida
Gnathostomulida је тип морских црволиких бескичмењака, који обухвата око 100 врста. Животиње овог типа су величине 0,5–1 mm, а насељавају пешчана и муљевита дна обалских вода. Сродни су групама Syndermata и Micrognathozoa.